# オサバグサ
オサバグサ（筬葉草、学名：  Pteridophyllum racemosum ）はケマンソウ亜科の多年草。本種のみでオサバグサ属を構成する。
新エングラー体系ではケシ科、クロンキスト体系ではケマンソウ科に分類されていた。独立のオサバグサ科（ Pteridophyllaceae ）とされたこともある。

## 特徴
葉は多数根生し、長さ10-20cm、幅2.5-3cmになり、基部は短い柄をもつ。葉は櫛の歯状に深く裂け、表面にあらい毛をもち、裂けた羽片の幅は3mmになる。花期は6-8月。花茎は直立し、高さは15-25cmになり、花茎の上部に、白色の4弁の花を下向きに多数つける。小花柄の長さは10-15mm、花弁は長楕円形で長さは5mmになる。
葉の形がシダ類に似、機織の筬（おさ）に似ていることからこの名がついた。

## 分布と生育環境
日本特産。本州の中部地方、東北地方に分布し、亜高山帯針葉樹林の林床、林縁にまれに生育する。

## ギャラリー
- 尾瀬国立公園帝釈山登山道
- 展開し始めた葉と花茎